# Championnat d'Islande de football 1986
Navigation
Saison précédente Saison suivante
La saison 1986 du Championnat d'Islande de football était la 75e édition de la première division islandaise. Les 10 clubs jouent les uns contre les autres lors de rencontres disputées en matchs aller et retour.
Le Valur Reykjavik, tenant du titre, a tenté de le conserver face aux neuf meilleurs clubs du pays.
C'est le Fram Reykjavik qui termine en tête du championnat, à égalité avec le champion sortant, le Valur Reykjavik. Le Fram remporte le 16e titre de champion d'Islande de son histoire grâce à une meilleure différence de buts.
En bas de classement, les deux clubs promus, le Breiðablik Kopavogur et l'ÍBV Vestmannaeyjar n'arrivent pas à se maintenir et redescendent dès la fin de la saison en 2. Deild.

## Les 10 clubs participants
| \| Reykjavik : · Valur - KR - Fram þor Akureyri ÍA Akranes ÍBV Vestmannaeyjar ÍBK Keflavík Víðir Garður FH Hafnarfjörður Breiðablik Kopavogur \| Clubs participants |
| Reykjavik : · Valur - KR - Fram þor Akureyri ÍA Akranes ÍBV Vestmannaeyjar ÍBK Keflavík Víðir Garður FH Hafnarfjörður Breiðablik Kopavogur                          |

| Club                 | Classement 1985 | Stade            | Ville          |
| -------------------- | --------------- | ---------------- | -------------- |
| ÍA Akranes           | 2               | Akranesvöllur    | Akranes        |
| Breiðablik Kopavogur | 2. Deild        | Kópavogsvöllur   | Kopavogur      |
| Fram Reykjavik       | 4               | Laugardalsvöllur | Reykjavik      |
| FH Hafnarfjörður     | 7               | Kaplakriki       | Hafnarfjörður  |
| ÍBK Keflavík         | 5               | Keflavíkurvöllur | Keflavík       |
| KR Reykjavik         | 6               | KR-völlur        | Reykjavik      |
| þor Akureyri         | 3               | Akureyrarvöllur  | Akureyri       |
| Valur Reykjavik      | 1               | Laugardalsvöllur | Reykjavik      |
| ÍBV Vestmannaeyjar   | 2. Deild        | Hásteinsvöllur   | Vestmannaeyjar |
| Víðir Garður         | 8               | Garðsvöllur      | Garður         |

## Compétition

### Classement
Le barème de points servant à établir le classement se décompose ainsi :
- Victoire : 3 points
- Match nul : 1 point
- Défaite : 0 point

| Rang | Équipe                 | Pts | J  | G  | N | P  | Bp | Bc | Diff |
| ---- | ---------------------- | --- | -- | -- | - | -- | -- | -- | ---- |
| 1    | Fram Reykjavik         | 38  | 18 | 11 | 5 | 2  | 39 | 13 | +26  |
| 2    | Valur Reykjavik T      | 38  | 18 | 12 | 2 | 4  | 31 | 11 | +20  |
| 3    | ÍA Akranes C           | 30  | 18 | 9  | 3 | 6  | 33 | 22 | +11  |
| 4    | KR Reykjavik           | 29  | 18 | 7  | 8 | 3  | 21 | 10 | +11  |
| 5    | ÍBK Keflavík           | 28  | 18 | 9  | 1 | 8  | 25 | 27 | -2   |
| 6    | Þór Akureyri           | 22  | 18 | 6  | 4 | 8  | 21 | 31 | -10  |
| 7    | Víðir Garður           | 19  | 18 | 5  | 4 | 9  | 21 | 25 | -4   |
| 8    | FH Hafnarfjörður       | 19  | 18 | 5  | 4 | 9  | 24 | 36 | -12  |
| 9    | Breiðablik Kopavogur P | 16  | 18 | 4  | 4 | 10 | 18 | 35 | -17  |
| 10   | ÍBV Vestmannaeyjar P   | 12  | 18 | 3  | 3 | 12 | 20 | 43 | -23  |

|  | Qualifié pour la Coupe d'Europe des clubs champions 1987-1988 |
|  | Qualifié pour la Coupe des Coupes 1987-1988                   |
|  | Qualifié pour la Coupe UEFA 1987-1988                         |
|  | Relégation en 2. Deild                                        |

### Matchs
| Résultats (▼dom., ►ext.)                                   | þor | Val | KR  | ÍBV | Kefl | Fram | Akr | Brei | Hafn | Garð |
| Þor Akureyri                                               |     | 2-1 | 0-1 | 4-3 | 3-2  | 0-3  | 1-3 | 1-1  | 2-1  | 1-1  |
| Valur Reykjavik                                            | 1-0 |     | 0-3 | 3-1 | 0-1  | 1-1  | 1-0 | 0-1  | 5-0  | 1-0  |
| KR Reykjavik                                               | 0-0 | 0-0 |     | 4-0 | 1-0  | 0-0  | 1-1 | 3-1  | 1-1  | 0-1  |
| ÍBV Vestmannaeyjar                                         | 1-2 | 0-1 | 1-1 |     | 1-4  | 1-5  | 0-3 | 1-1  | 3-1  | 3-2  |
| ÍBK Keflavík                                               | 2-3 | 0-4 | 2-1 | 1-0 |      | 1-1  | 2-3 | 1-0  | 3-2  | 2-1  |
| Fram Reykjavik                                             | 2-1 | 0-1 | 2-1 | 3-0 | 0-1  |      | 3-1 | 2-1  | 2-2  | 4-1  |
| ÍA Akranes                                                 | 5-1 | 2-3 | 0-2 | 1-0 | 1-2  | 0-0  |     | 2-1  | 1-0  | 0-1  |
| Breiðablik Kopavogur                                       | 3-0 | 0-7 | 1-2 | 2-2 | 1-0  | 0-1  | 1-4 |      | 2-1  | 0-1  |
| FH Hafnarfjörður                                           | 1-0 | 0-1 | 0-0 | 4-1 | 2-1  | 1-6  | 1-4 | 2-2  |      | 2-1  |
| Víðir Garður                                               | 0-0 | 0-1 | 0-0 | 1-2 | 3-0  | 0-4  | 2-2 | 5-0  | 1-3  |      |
| - Victoire à domicile - Match nul - Victoire à l'extérieur |     |     |     |     |      |      |     |      |      |      |

## Bilan de la saison
| Tableau d'Honneur                 |                |
| Compétition                       | Vainqueur      |
| Championnat d'Islande de football | Fram Reykjavik |
| Coupe d'Islande de football       | ÍA Akranes     |
| Supercoupe d'Islande de football  | Fram Reykjavik |

| Qualifications européennes                   |                 |
| Coupe d'Europe des clubs champions 1987-1988 | Qualifié        |
| 1er tour                                     | Fram Reykjavik  |
| Coupe des Coupes 1987-1988                   | Qualifié        |
| 1er tour                                     | ÍA Akranes      |
| Coupe UEFA 1987-1988                         | Qualifié        |
| 1er tour                                     | Valur Reykjavik |

| Promotion et relégation |                                         |
| Relégués en 2. Deild    | Breiðablik Kopavogur ÍBV Vestmannaeyjar |
| Promus en 1. Deild      | KA Akureyri Völsungur Húsavík           |

## Meilleurs buteurs
| # | Buteurs               | Clubs                | Nb de Buts |
| - | --------------------- | -------------------- | ---------- |
| 1 | Guðmundur Torfason    | Fram Reykjavik       | 19         |
| 2 | Sigurjon Kristjansson | Valur Reykjavik      | 10         |
| 2 | Guðmunður Steinsson   | Fram Reykjavik       | 10         |
| 4 | Valgeir Bardason      | ÍA Akranes           | 9          |
| 5 | Ingi Björn Albertsson | FH Hafnarfjörður     | 7          |
| 6 | Jon þorir Jonsson     | Breiðablik Kopavogur | 6          |